# Виллемер, Марианна фон
Марианна фон Ви́ллемер (нем. Marianne von Willemer, урожд. Марианна Пирнгрубер или Марианна Юнг; 20 ноября 1784[…], Линц, эрцгерцогство Австрия над Энсом — 6 декабря 1860, Франкфурт-на-Майне) — австрийская актриса

 и танцовщица

, поэтесса. В возрасте 14 лет переехала во Франкфурт-на-Майне и вышла замуж за банкира Иоганна Якоба фон Виллемера.
Иоганн Вольфганг Гёте увековечил третью жену своего друга Марианну фон Виллемер в своей «Книге Зулейки» в «Западно-восточном диване». Среди многочисленных муз поэта Марианна фон Виллемер оказалась его единственным соавтором: как стало известно позднее, в «Диван» вошли и некоторые стихи Марианны.

## Переводы на русский язык
- Золотое сечение. М.: Радуга, 1988. С. 46-49.